# راؤول بينيدا رودريغيز
راؤول بينيدا رودريغيز (بالإسبانية: Raúl Pineda Rodríguez)‏ هو لاعب كرة الريشة كولومبي، ولد في 4 مايو 1996.

## وصلات خارجية
- راؤول بينيدا رودريغيز على موقع BWF.tournamentsoftware.com (الإنجليزية)
- راؤول بينيدا رودريغيز على موقع BWFbadminton.com (الإنجليزية)